# Conacul lui Ion Inculeț din Bârnova
Conacul lui Ion Inculeț din Bârnova este un conac care se află în satul Bârnova din județul Iași și care a aparținut familiei omului politic Ion Inculeț (1884-1940). Acest edificiu este situat la o distanță de circa 6 kilometri de Hanul Trei Sarmale din Iași, în apropiere de Primăria comunei Bârnova.
Conacul a fost reconstruit în anul 2008, iar pentru a adăposti un centru social al Mitropoliei Moldovei și Bucovinei cu iar activitatile au primit initial finanțare din trei surse egale care acopereau bugetul necesar functionarii Centrului de zi: Fundația "Mia Casa" - Norvegia, Mitropolia Moldovei și Bucovinei și Consiliul Local Barnova. In 21 Aprilie 2009, în ziua de Sf. împărăteasă Alexandra, Centrul de zi "Mia Casa- Inculet" s-a deschis cu slujba de Sfințire la care a participat InaltPreasfintitul Teofan și alte figuri bisericești și politice ale vremii. 
În 2010 au fost acreditate serviciilor sociale obținând cel mai mare punctaj de după 1989, acest lucru certificând atât calitatea serviciilor pe care le primeau copiii Bârnovei dar și condițiile foarte bune și infrastructura la care aveau aceștia acces. 
În ciuda acestor aspecte și după îndeplinirea mai multor condiții puse de către Consiliul Local Bârnova reprezentant de Acatrinei Florin (creșterea cu 50% a efectivului de copii, angajarea unui șofer și achiziția unei mașini pentru a asigura transport și a aduce copii din toate satele comunei) Consiliul Local a decis să retraga participarea la bugetul astfel crescut al centrului considerând că este o prioritate să investeasca acei bani în construirea unui teren de fotbal finanțat din surse proprii. 
Centrul a sărbătorit în 21 Aprilie 2019 10 ani de funcționare cu și pentru copiii Bârnovei  iar parteneriatul dintre Mitropolia Moldovei și Bucovinei și Fundația Mia Casa Inculeț continuă în beneficiul acestora. 
https://www.facebook.com/share/1DDbqr9v5K/

## Reședință de vară a familiei Inculeț
La data de 16 octombrie 1919, omul politic Ion Inculeț, fost președinte al Sfatului Țării din Basarabia și ministru în guvernele liberale din perioada interbelică, s-a căsătorit cu principesa Ruxanda Cantacuzino, care era unica fiică a boierului Anastase Dumitru Miltiade Cantacuzino, care poseda o avere destul de mare.
La momentul căsătoriei, boierul Anastase Dumitru Miltiade Cantacuzino era proprietar a 550 hectare de pământ în satul Bogonos (comuna Lețcani, aflată în apropiere de Iași), precum și a 26 hectare de pământ în satul Bârnova din comuna Bucium (astăzi Bârnova este comună de sine stătătoare).
După primul război mondial, terenul de la Bogonos a fost expropriat parțial, iar astfel principesa Ruxandra Cantacuzino moștenea doar 202 hectare de pământ după decesul tatălui ei. În urma reformei agrare din 1923, a urmat o altă expropriere a pământului de la Bogonos, de această dată cu plată. Astfel, averea familiei Inculeț s-a redus mult ca dimensiuni: doar 26 hectare de pământ la Bârnova, plus 8 hectare pe care le-a cumpărat personal Ion Inculeț acolo unde s-a ridicat mai târziu Capela familială.
În satul Bârnova, pe valea pârâului Bârnova, principesa Ruxandra moștenise un castel din piatră de la rudele sale din familia Bașotă și de la S.Cneazu. În anul 1920, Ion Inculeț a demolat castelul din piatră de Repedea din satul Bârnova și a construit un conac după gustul său. Conacul respectiv a devenit o reședință de vară, unde Ion Inculeț își petrecea toate vacanțele.
Domeniul era străbătut de către pârâul Bârnova, Ion Inculeț construind un mic baraj și un lăcușor cu stuf și papură, unde se pescuia odinioară. Pe teritoriul domeniului erau plantați specii rare de arbori și arbuști.
În anul 1942, domeniul Inculeț de la Bârnova a fost moștenit de către cei doi copii, Ion I. Inculeț și Georgel I. Inculeț. După moartea părinților lor, epitrop general al averii soților Inculeț a devenit Gheorghe Tătărescu, iar administrator colonelul Vladimir Sachelarie. Cei doi copii au construit în curtea conacului Biserica Sfântul Ioan Botezătorul din Bârnova, unde au fost reînfumate la data de 7 iunie 1942, rămășițele pământești ale lui Ion Inculeț și ale Ruxandei. Construcția bisericii a fost finalizată în anul 1947.
În anul 1946, cei doi copii ai familiei Inculeț (ingineri de meserie) au emigrat în Canada, iar biserica a fost donată doi ani mai târziu Mitropoliei Moldovei și Sucevei.
Domeniul Ion Inculeț de la Bârnova (astăzi cu o suprafață de numai 2.5 hectare) este o rezervație palinologică, aici putându-se întâlni diverse specii rare de arbori și arbuști.

## Planuri de viitor

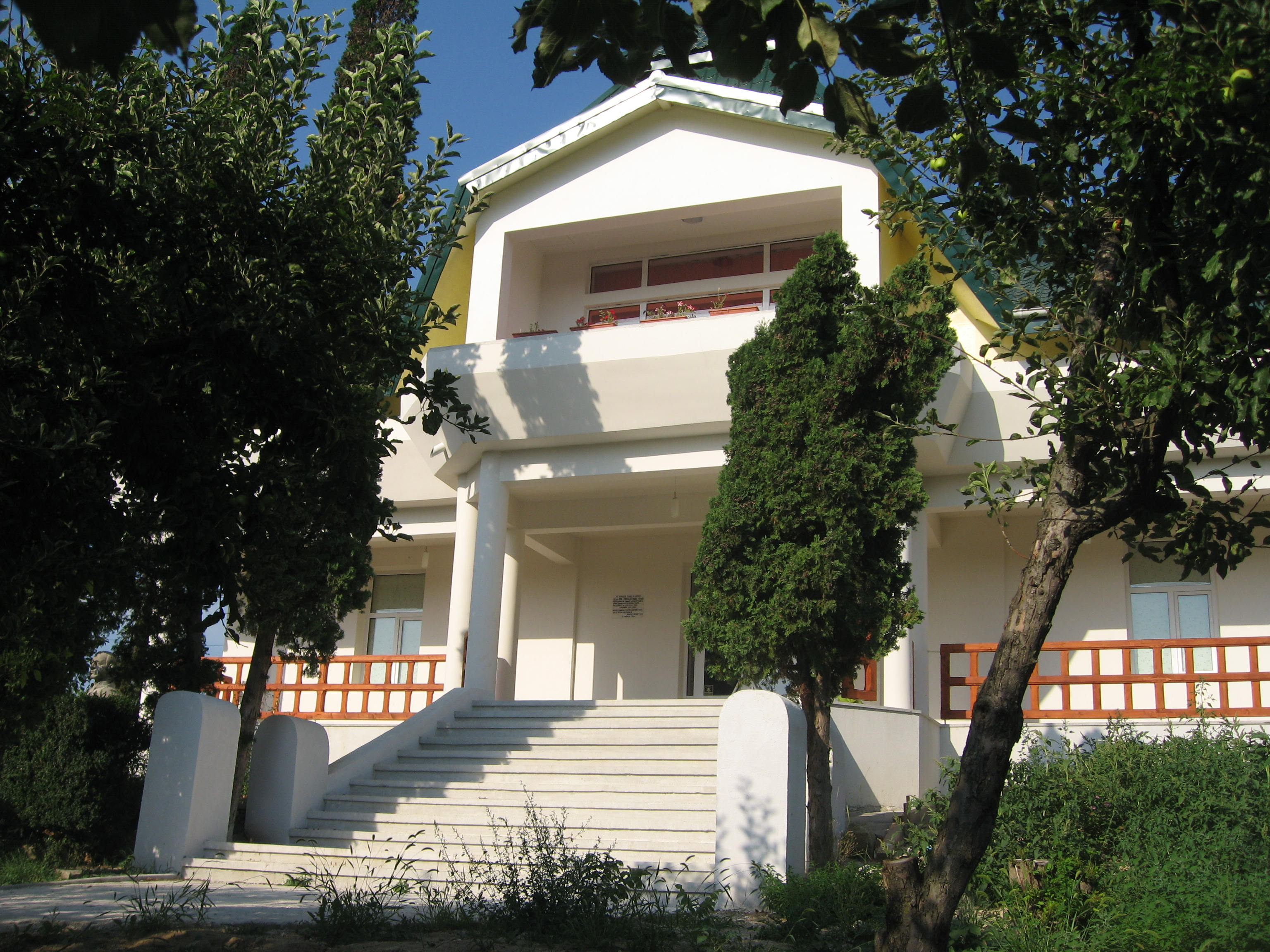
Conacul lui Ion Inculeţ din Bârnova - imagine din 2009

Un grup de inițiativă și-a propus să realizeze în casa Inculeț de la Bârnova un Muzeu al Unirii Basarabiei cu România, oarecum similar Muzeului Unirii de la 1859, ce funcționeaza în fosta reședință a domnitorului Alexandru Ioan Cuza de la Iași. Pe situl Primăriei din Bârnova, conacul Inculeț este declarat ca fiind casă memorială .
La data de 27 martie 1994, Inspectoratul pentru Cultură Iași și Societatea culturală "Ginta latină" Iași au așezat o placă memorială pe clădirea conacului în care scrie următoarele:
"În această casă a locuit Acad. Ion C. Inculeț (1884-1940) participant de frunte la înfăptuirea Unirii Basarabiei cu Patria Mamă, Președinte al Sfatului Țării (Chișinău 1917-1918)."
În anul 1995, a fost amplasat în fața casei un bust din piatră artificială al lui Ion Inculeț, realizat de sculptorul ieșean Dan Covătaru.
În anul 2002, conacul de la Bârnova a fost donat Mitropoliei Moldovei și Bucovinei de către inginerul Ion I. Inculeț. Donatorul și-a exprimat acordul în privința amenajării aici a unui centru social al Mitropoliei .
Cum lucrările au trenat, conacul lui Ion Inculeț ajunsese într-o stare avansată de degradare. Exponatele aflate în camera ce ar fi urmat să adăpostească Muzeul au dispărut. Bustul lui Ion Inculeț era crăpat, fiind acoperit de tufe și mărăcini. Au fost tăiați o parte din arborii seculari, deși aici era o rezervație palinologică.
În anul 2006, Mitropolia Moldovei și Bucovinei a început demersurile și investițiile pentru realizarea unui centru social pentru copiii cu posibilități materiale reduse.
În anul 2008, conacul de la Bârnova a fost demolat, fiind reconstruit într-un stil care amintește doar vag de edificiul anterior. Zidăria vechiului conac a fost păstrată, fiind încastrată în noua clădire construită . Conacului i s-au adăugat un etaj și alte câteva încăperi pe latura din spate, care au schimbat planul clădirii. Aici urmează să funcționeze un azil pentru bătrâni.
La data de 23 aprilie 2009, IPS Mitropolit Teofan Savu al Moldovei și Bucovinei a sfințit Centrul „Mia Casa“ - Inculeț din comuna Bârnova, care funcționează în conacul familiei Inculeț. Acest centru a fost realizat la inițiativa Fundației „Mia Casa“ din Norvegia, cu sprijinul Primăriei Bârnova și Mitropoliei Moldovei și Bucovinei, pentru a avea în grijă 20 copii ce provin din familii cu posibilități materiale reduse din comuna Bârnova .

## Fotogalerie

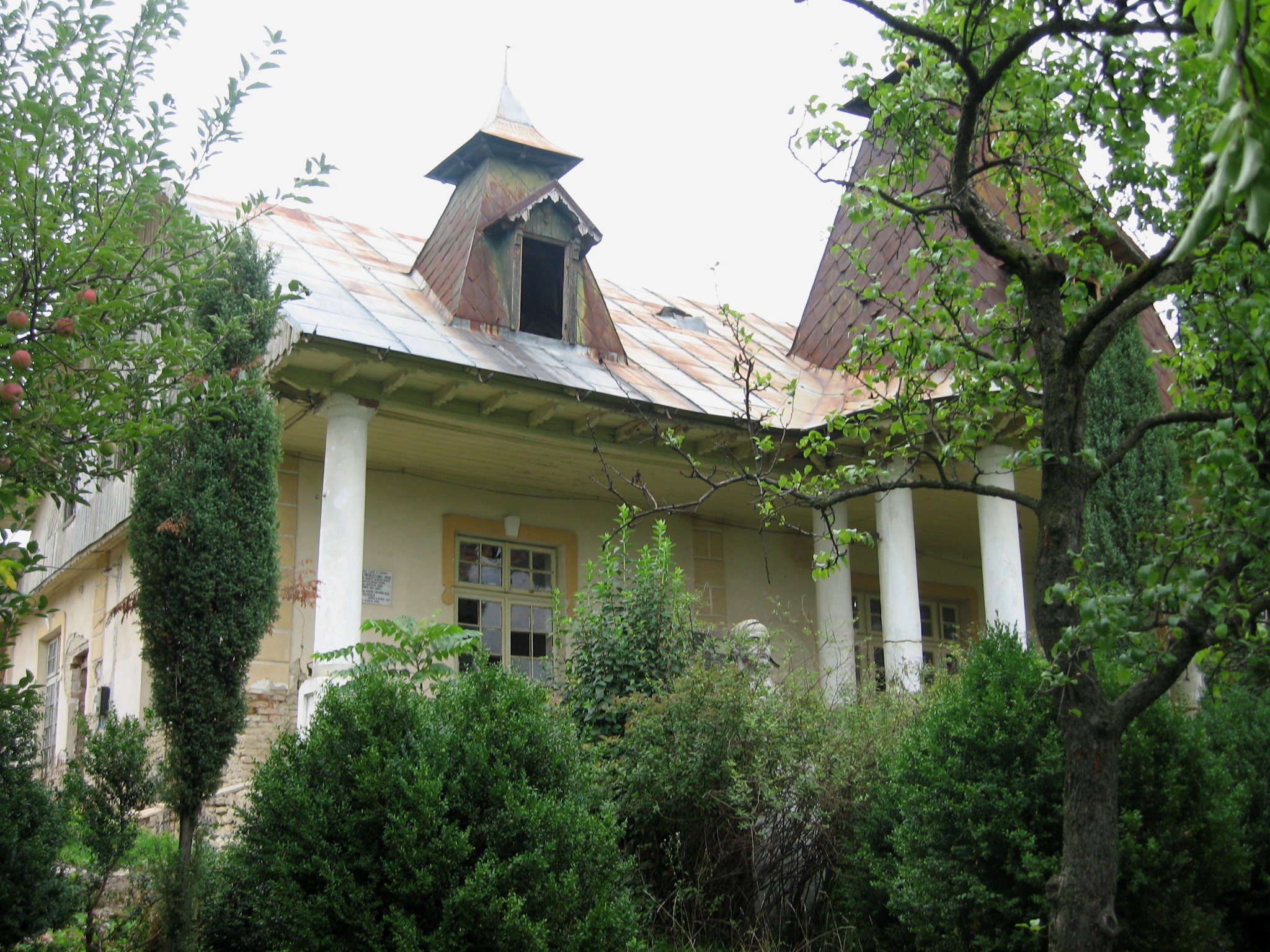
Altă imagine a conacului cu bustul din faţa sa
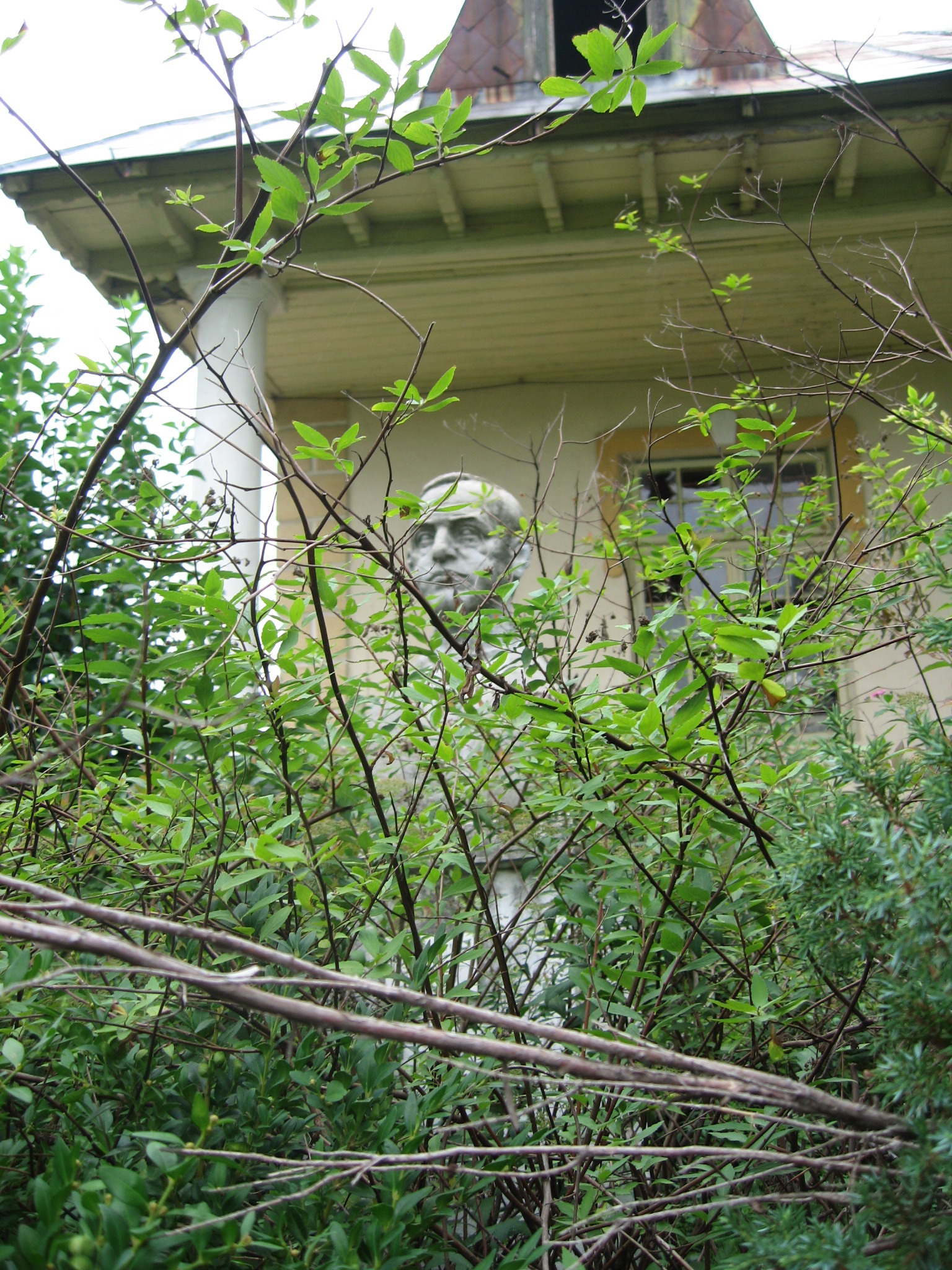
Bustul lui Ion Inculeţ aproape că nici nu se mai vede între bălării
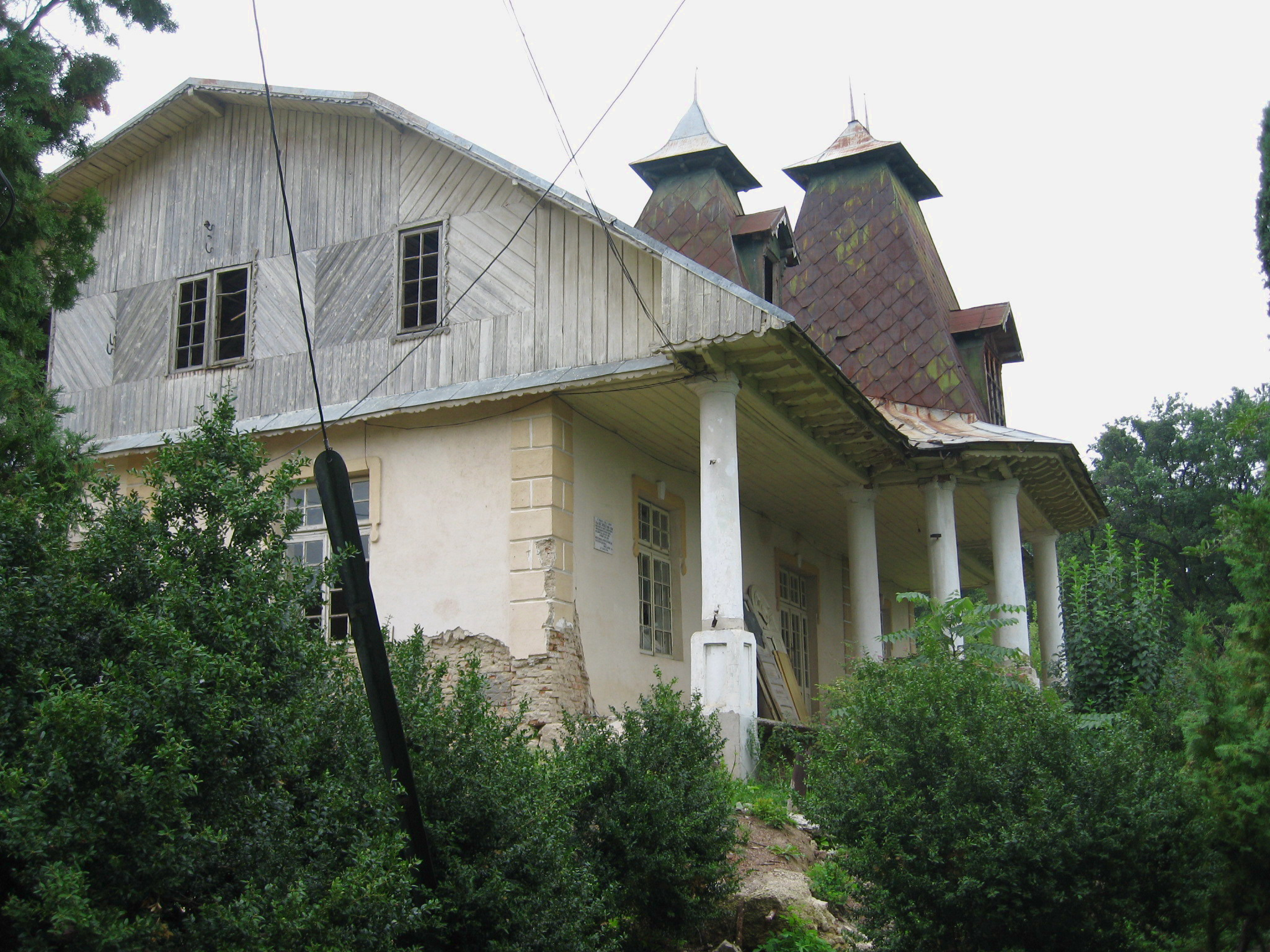
Altă imagine a conacului
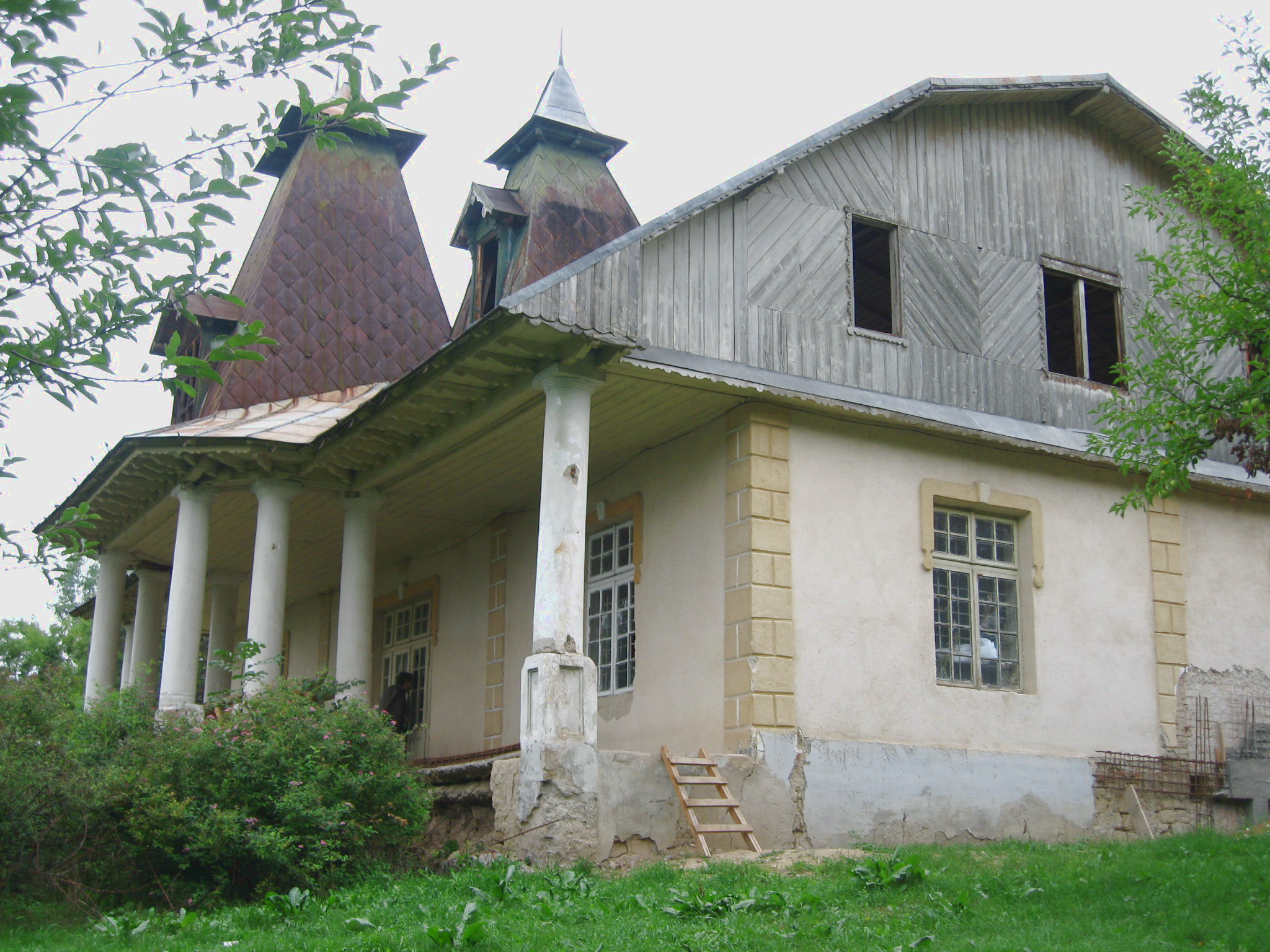
Imagine din profil
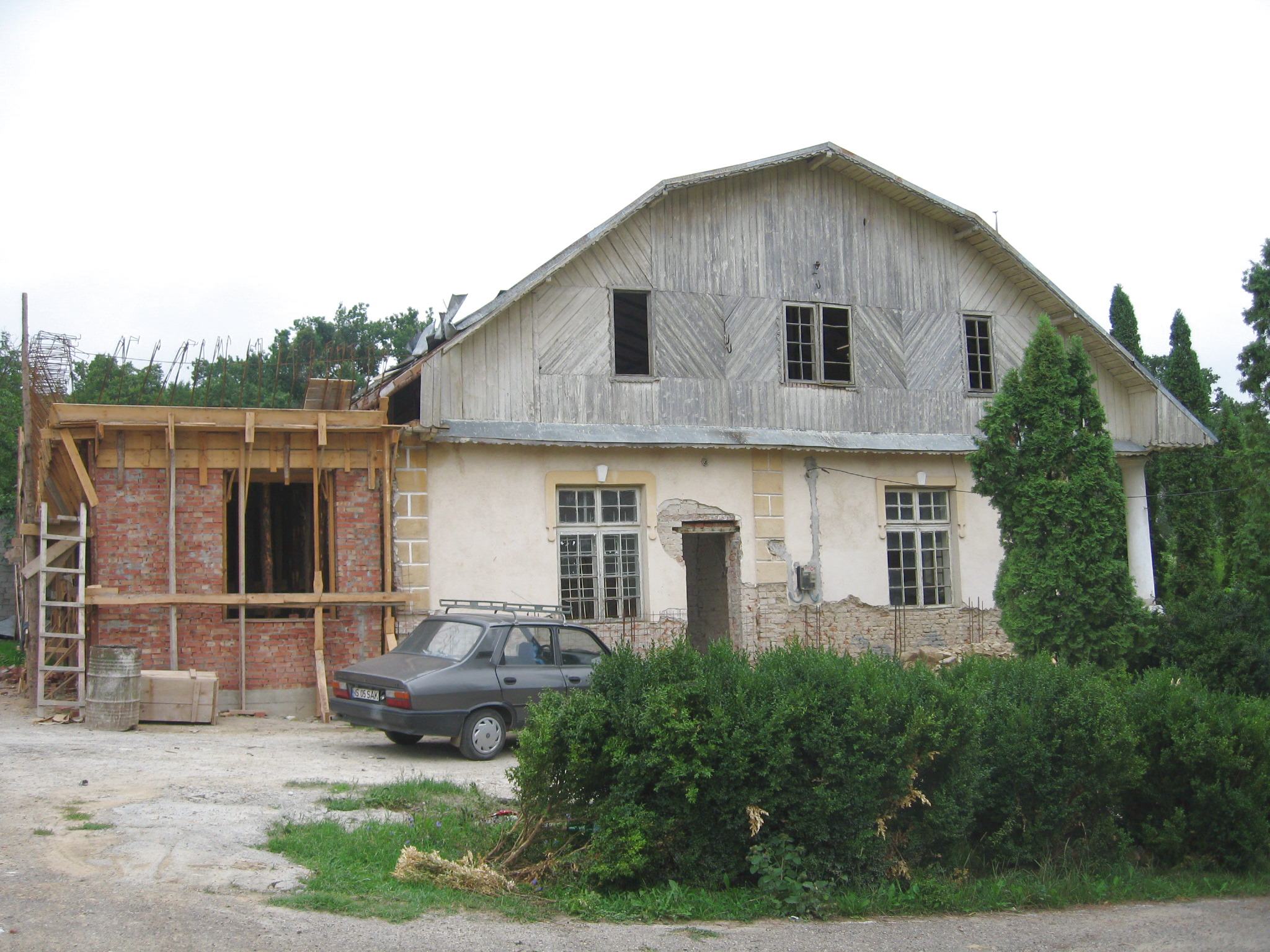
Conacul în renovare şi o construcţie anexă în spate
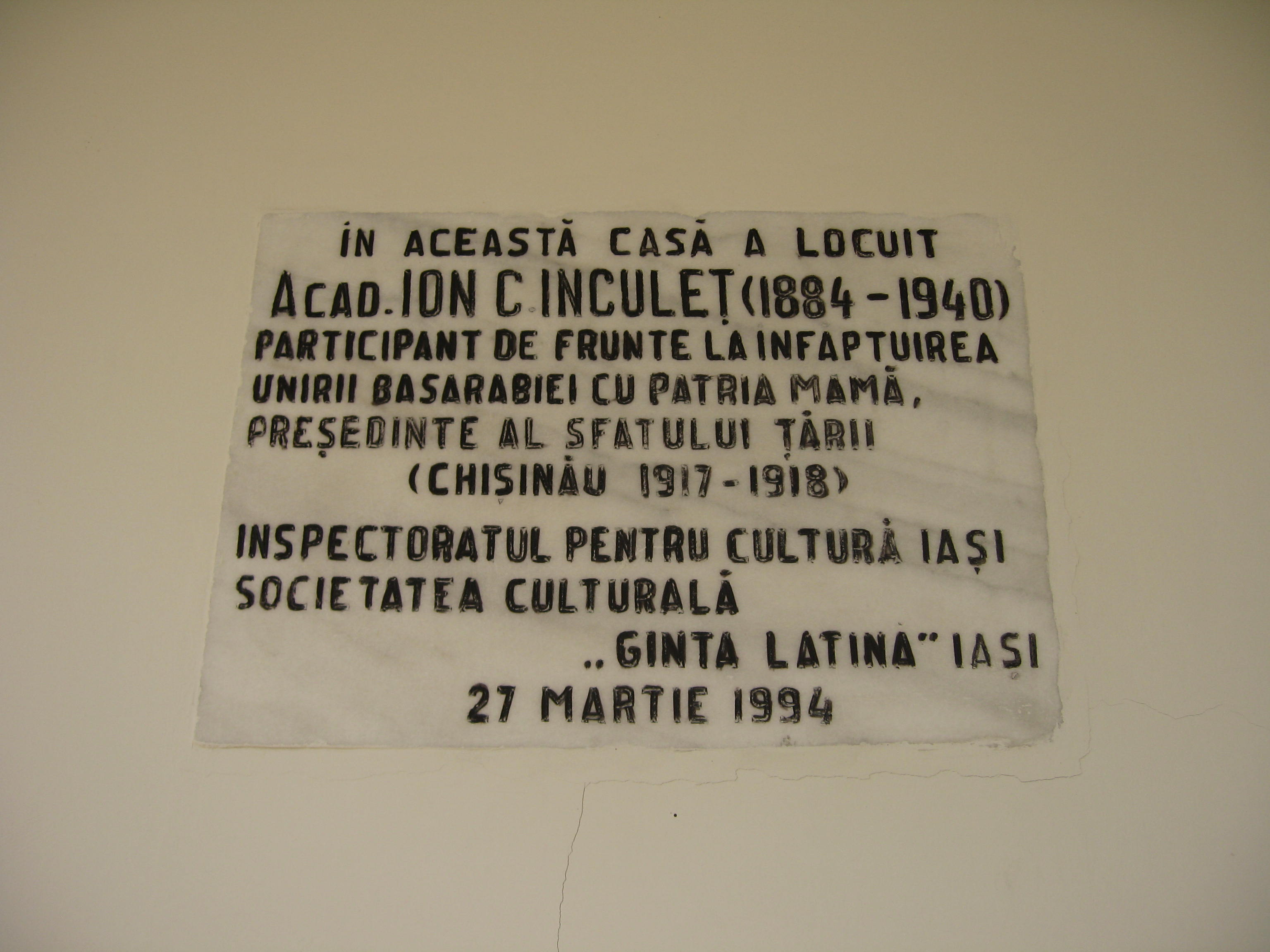
Placa memorială pe clădirea conacului
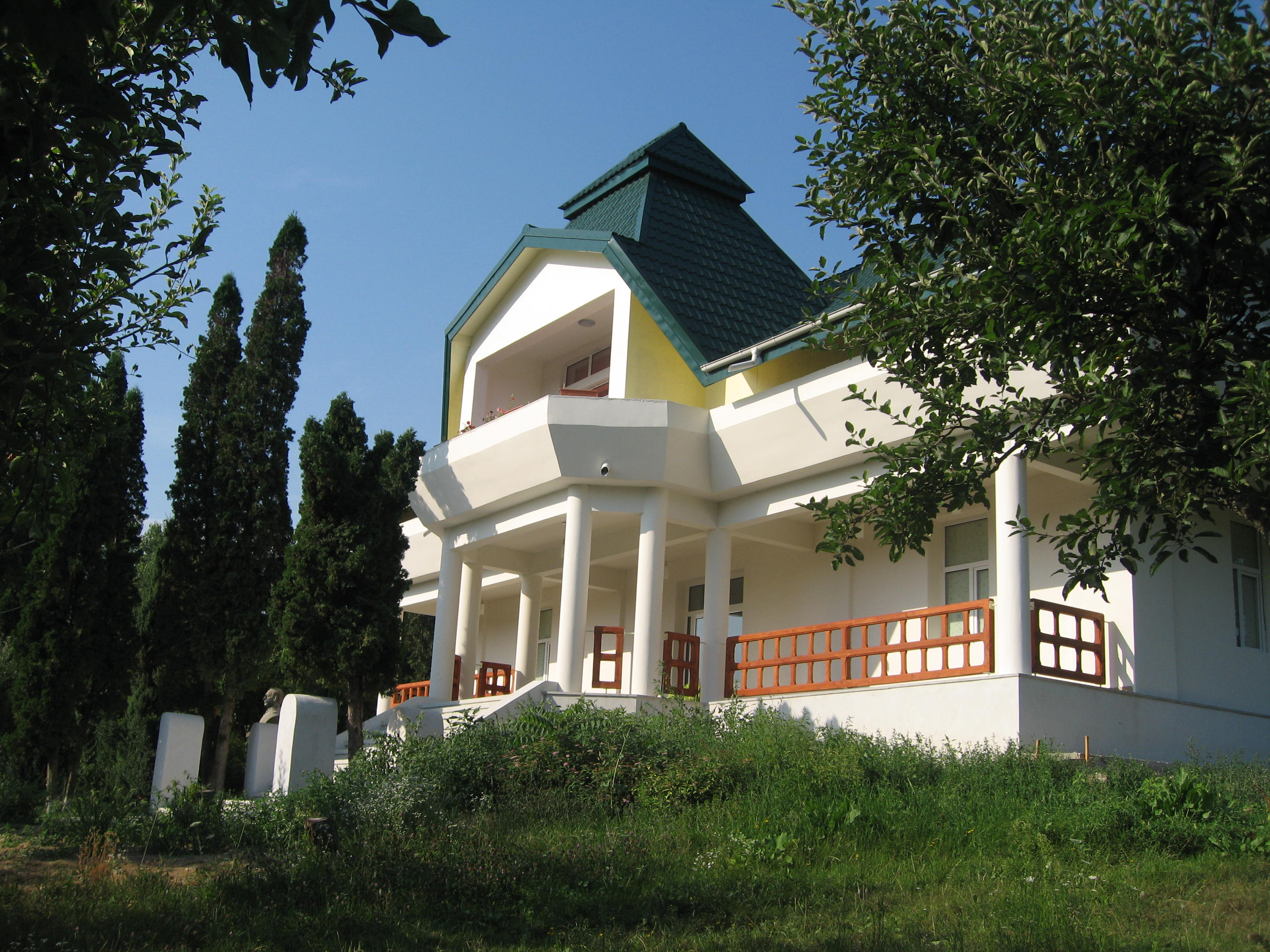
Noua clădire a conacului
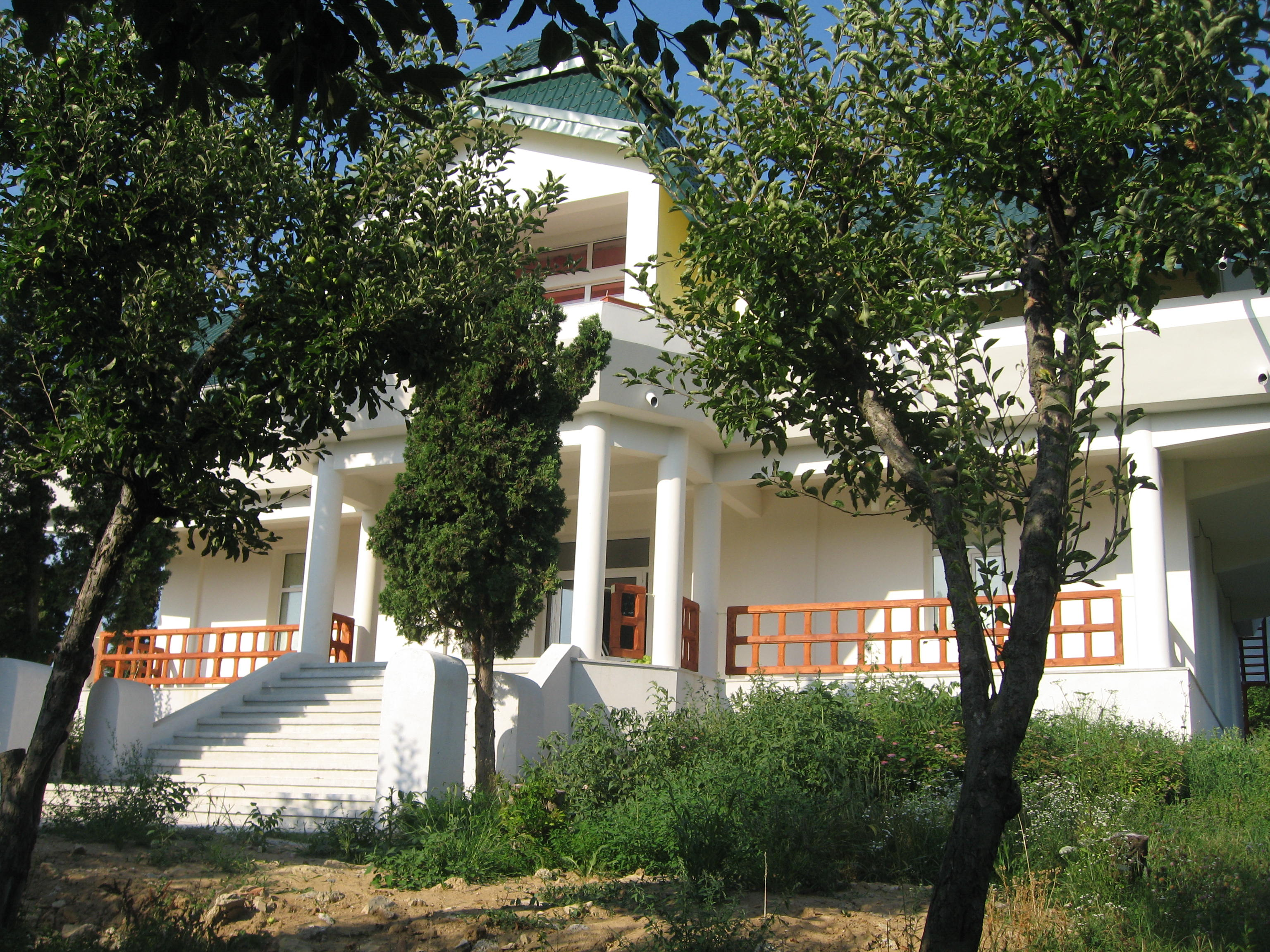
Noua clădire a conacului
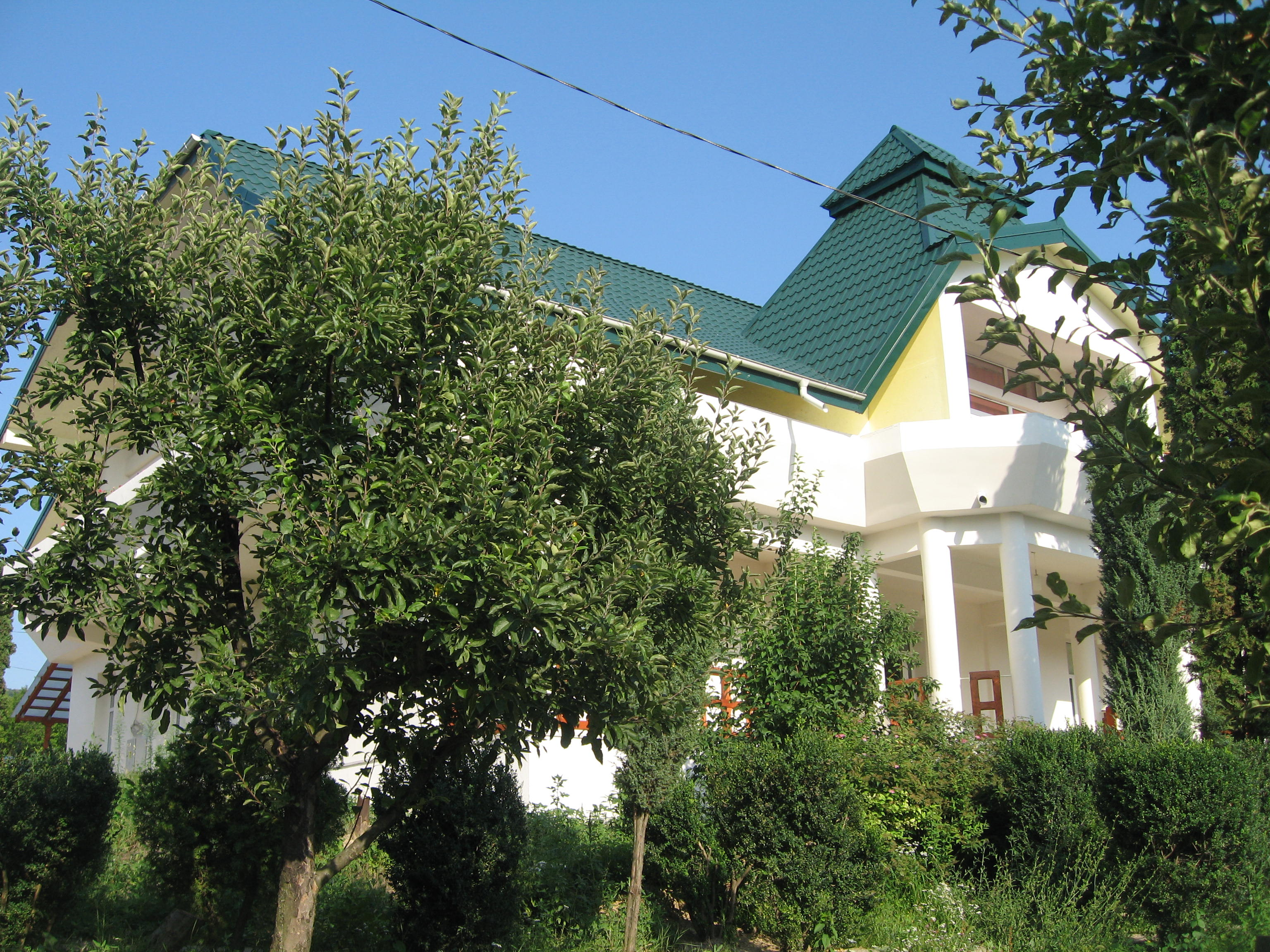
Noua clădire a conacului
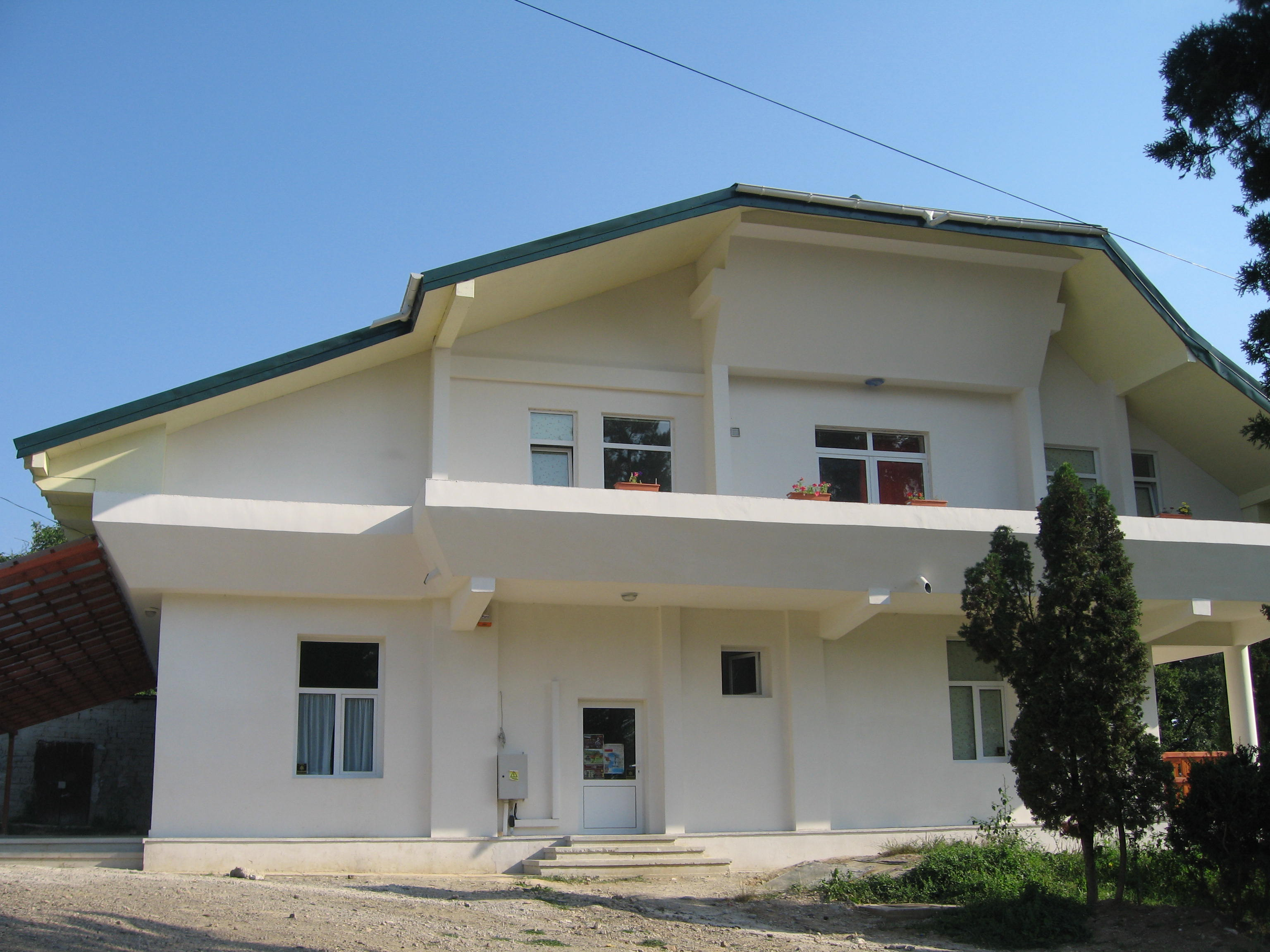
Vedere laterală a noului conac
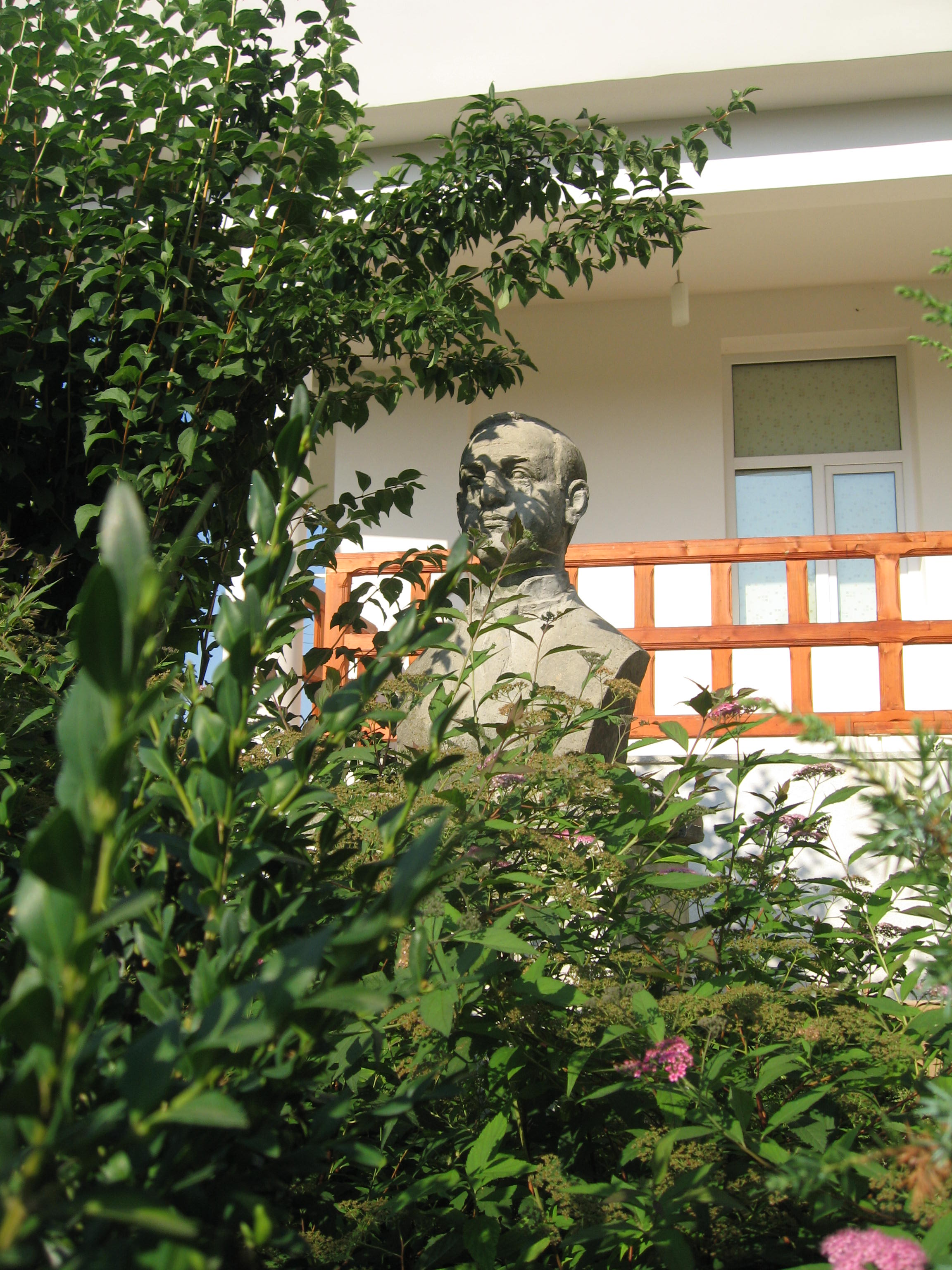
Bustul reparat al lui Ion Inculeţ
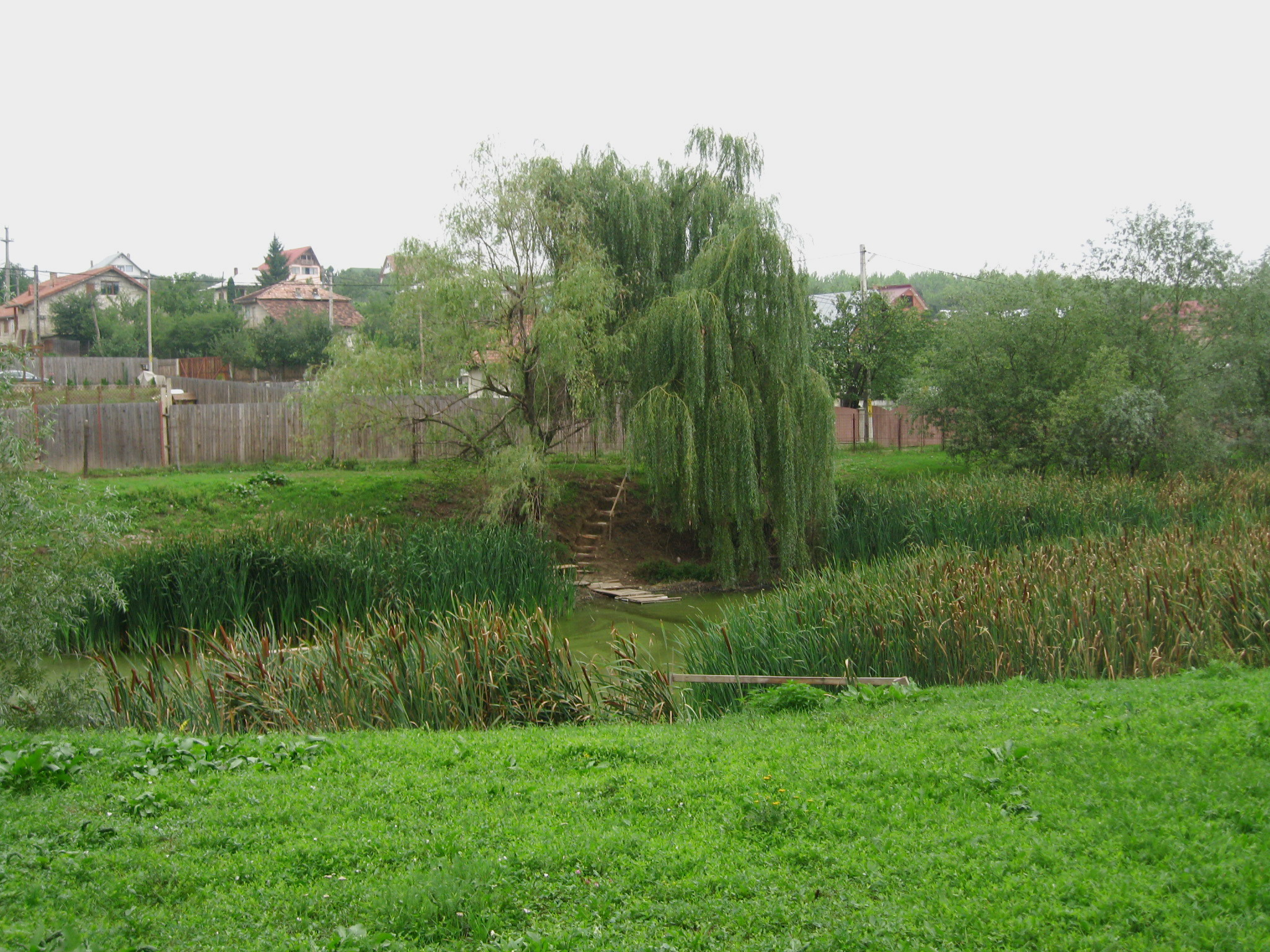
Micul iaz din faţa conacului
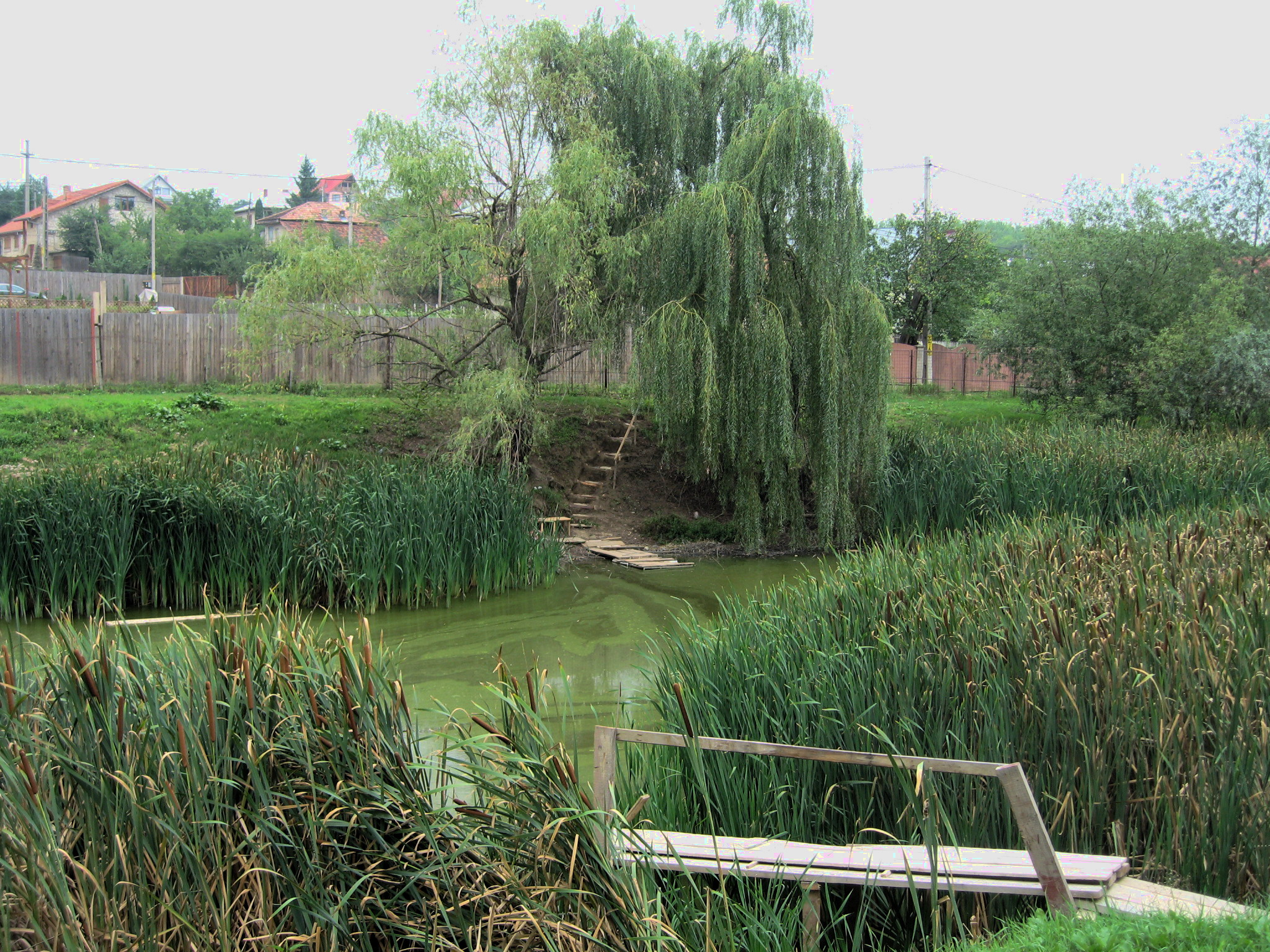
Micul iaz din faţa conacului